# Pulchranthus adenostachyus
Pulchranthus adenostachyus là một loài thực vật có hoa trong họ Ô rô. Loài này được (Lindau) V.M. Baum, Reveal & Nowicke miêu tả khoa học đầu tiên năm 1983.